# Lodewyk van Berken
Pour les articles homonymes, voir Berken (homonymie).
Lodewyk van Berken, ou encore Louis de Berken, Louis de berquem, est né à Bruges au XVe siècle
Il découvrit en 1479 l'art de tailler et de polir le diamant, au moyen d'une roue et de la poudre de diamant.